# Charles Pfizer
Charles Pfizer, nascido Karl Christian Friedrich Pfizer, (Ludwigsburgo, 22 de março de 1824 — Newport, 19 de outubro de 1906) foi um químico alemão.
Karl foi o quinto filho de um confeiteiro. Imigrou para os Estados Unidos, como Forty-Eighter por causa da Revolução de 1848/1849 que ocorria então na Confederação Germânica. Karl Pfizer emigrou quando ainda era farmacêutico aprendiz, apesar disso fundou em 1849 em sociedade com seu primo Charles F. Erhart, em Williamsburg, distrito de Brooklyn, a indústria farmacêutica Pfizer.

## Vida
Karl Pfizer e Charles Ehrhardt tomaram emprestado US$ 2.500 do pai de Pfizer e compraram um pequeno prédio na Bartlett Street em Williamsburg, Brooklyn. A empresa produziu santonina química contra vermes parasitas. Eles expandiram gradualmente sua linha de produtos, por exemplo, para incluir sais iodados. Em 1857, o prédio tornou-se muito pequeno e um novo escritório foi aberto no centro de Manhattan. Onze anos depois, o escritório mudou para 81 Maiden Lane, perto de Wall Street.
A empresa produziu bórax e ácido bórico até 1860 e foi a primeira grande produtora desses produtos químicos nos Estados Unidos.
Durante a guerra civil, uma tarifa aduaneira protetora contra o tártaro importado permitiu o início da produção local de tártaro cremor tartari de Weinstein. O ácido tartárico era usado como medicamento no campo de batalha para tratar feridas e doenças dos soldados da União.
Karl Pfizer estava frequentemente na Europa para manter contato com seus fornecedores de matéria-prima. Lá ele conheceu sua esposa Anna Hausch e se casou com ela em Ludwigsburg em 1859. Eles tiveram cinco filhos, dois dos quais (Charles Jr. e Emile) dirigiam a empresa. A empresa se expandiu no pós-guerra com a produção principal de ácido cítrico sintético e passou a produzir antibióticos.
A empresa ficou conhecida pela invenção do princípio ativo Sildenafil, medicamento comercializado sob o nome de Viagra para o tratamento da disfunção erétil (perturbação da ereção) em homens.